# 小林恵 (ジャーナリスト)
小林 恵（こばやし けい、1933年 - 2016年9月30日）は、キルトを紹介した日本のジャーナリスト。

## 生涯
北海道旭川市出身。本名小林恵子。北海道旭川北高等学校卒、専門学校北海道ドレスメーカー学院で学び、上京して杉野学園デザイン科・製帽科卒。ベルモード、アンディンケンで帽子デザイナーとして勤務ののちケイシャポーアトリエを主宰。
1964年にニューヨークに渡り、装身具の販売店を起こす。1983年に店を撤収、フリーのライターとなり、アメリカの暮らしの文化を日本に紹介し、キルトなどを普及させた。

## 著書
- 『アメリカン・パッチワークキルト事典』文化出版局 1983
- 『アメリカン・パッチワークキルト シェルバーン美術館コレクション』編著 学習研究社 1985
- 『折り紙で作るパッチワークキルトパターン』文化出版局 1986
- 『マンハッタンは皿の上 レストラン・スクール入学記』朝日新聞社 1989
- 『手にハートを 愛の遺産-アメリカの手作り』文化出版局 1996
- 『キルトへの招待 暮らしを彩る手作りアートの世界』PHP研究所 1998
- 『アメリカン・キルト 草の根で社会を動かす針と布』白水社 1999
- 『アメリカンフックド・ラグ 19世紀、節約精神から生まれた 暮らしの手作り』主婦と生活社 2002

翻訳
- パット・フェレロ, エレイン・ヘッジズ,ジュリー・シルバー『ハーツアンドハンズ アメリカ社会における女性とキルトの影響』悦子・シガペナー共訳 日本ヴォーグ社 1990